# William Hull
William Hull (Derby, 24 giugno 1753 – Newton, 29 novembre 1825) è stato un generale e politico statunitense che combatté durante la Guerra d'indipendenza americana, la Guerra anglo-americana del 1812 e fu il primo governatore del Territorio del Michigan.